# 大和市立大和東小学校
大和市立大和東小学校（やまとしりつ やまとひがししょうがっこう）は、神奈川県大和市深見にある公立小学校。通称は東小（ひがししょう）。

## 概要
1979年に深見台にある深見小学校から分離する形で開校した小学校で、横浜市瀬谷区との市境そばに位置している。当校が所在する深見のほか、大和東の全域と、深見台・深見西・深見東のそれぞれ一部区域を学区としている。南は相鉄本線、西は小田急江ノ島線、東は市境である境川に沿って他学区との境を敷いている。
校歌は田辺利徳の作詞、星出豊の作曲。歌は3番まであり、序盤は地域の風土についての内容である。

## 沿革
- 1979年（昭和54年）
  - 3月 - 校舎と体育館を落成[6]。
  - 4月1日 - 深見小学校から分離開校[3]。開校時の児童数は778人[7]。
  - 4月3日 - 開校式を挙行[3]。
  - 6月11日 - PTAを発足[3]。
  - 6月28日 - 開校祝賀式を挙行し、この日を開校記念日に制定[3]。
  - 7月13日 - プールを落成[3]。
- 1980年（昭和55年）
  - 2月14日 - 校章を制定[3]。
  - 4月1日 - 南棟脇にプレハブ校舎を設置[3]。
- 1981年（昭和56年）
  - 2月25日 - アスレチック広場を設置[3]。
  - 2月26日 - 校歌発表会を挙行[3]。
- 1983年（昭和58年）4月1日 - プレハブ校舎を撤去[3]。
- 1985年（昭和60年）4月5日 - 大和市教育委員会教育指定推進委託校に指定される（翌年度まで）[3]。
- 1989年（平成元年）3月31日 - 運動場を改修[3]。
- 1991年（平成3年）4月5日 - 大和市教育委員会教育研究指定推進委託校（福祉推進実践校）に指定される（翌年度まで）[3]。
- 1994年（平成6年）9月1日 - 栽培園を設置[3]。
- 1996年（平成8年）10月1日 - 耐震工事を実施[3]。
- 1997年（平成9年）
  - 2月28日 - コンピューター室を設置[3]。
  - 3月28日 - 視聴覚室を設置[3]。
  - 4月5日 - 大和市教育委員会コンピューター利用教育推進校に指定される（翌年度まで）[3]。
- 1999年（平成11年）4月5日 - 大和市教育委員会スクールDOプラン推進校に指定される（翌年度まで）[3]。
- 2003年（平成15年）4月7日 - 文部科学省より「歯・口健康つくり推進指定校」に指定される（翌年度まで）[3]。

## 教育目標
- よく考える子
- 最後までがんばる子
- やさしい心の子
- じょうぶな体の子

出典：

## 学校活動
主な学校行事を掲載。
1学期
- 4月 - 始業式、入学式、着任式、離任式、1年生を迎える会、全国学力状況調査
- 5月 - 遠足（1-4年生）、修学旅行（6年生）
- 6月 - 宿泊移動教室（5年生）、プール開き
- 7月 - 終業式（夏休み）

2学期
- 8月 - 始業式
- 9月 - ひがしっ子運動会
- 10月 - 遠足、社会見学
- 11月 - 東っ子スマイルワールド
- 12月 - 終業式（冬休み）

3学期
- 1月 - 始業式、校内書写展
- 2月 - 6年生を送る会
- 3月 - 卒業式、修了式（春休み）

## 施設概要
主な施設を掲載。
- 校舎 - 4,495平方メートル[1]。
  - 西棟 - 鉄筋コンクリート造4階建て。面積2,446平方メートル[6]。
  - 南棟 - 鉄筋コンクリート造4階建て。面積1,118平方メートル[6]。
  - 特別教室棟 - 鉄筋コンクリート造2階建て。面積702平方メートル[6]。
- 体育館 - 面積715平方メートル[1]。
- プール - プール槽は面積325平方メートル、アルミ造[1]。
- 校庭 - 面積5,563平方メートル[1]。

旧耐震基準で建設した校舎および体育館は、1996年に耐震補強工事を施している。

## 学区
- 深見（759番 - 772番、779番 - 784番、792番 - 795番、1051番 - 1694番、1938番 - 2022番、2024番 - 2311番、2345番、3015番 - 3149番、3359番1号）
- 深見台3丁目（全域）
- 深見台4丁目（全域）
- 大和東（全域）
- 深見西1丁目（1番 - 3番）
- 深見西2丁目（1番 - 4番）
- 深見東1丁目（1番 - 3番、4番(19号 - 27号) ）

出典：

## 進学先の中学校
公立中学校の場合。
- 大和市立光丘中学校

## アクセス

### 鉄道
- 大和駅（小田急江ノ島線・相鉄本線）から徒歩で約20分

### バス
- 大和市コミュニティバス「大和東小学校」停留所から徒歩すぐ

## 周辺
- 県道451号
- 神奈川県立大和東高等学校
- 特養老人ホームまごころ館大和東
- 瀬谷本郷公園